# Web Accessibility Initiative
Die Web Accessibility Initiative (WAI) ist ein Bereich innerhalb des W3C, in der sich mehrere Arbeitsgruppen und Interessengruppen mit dem barrierefreien Zugang zum Web und seinen Inhalten beschäftigen.
Die WAI, die 1997 gegründet wurde, hat zum Ziel, das World Wide Web möglichst vielen Menschen zugänglich zu machen. Dazu gehören auch Menschen mit verschiedenen Behinderungen und ältere Menschen. Da die Barrierefreiheit von Webinhalten von mehreren Faktoren abhängt, hat das W3C seit 1999 im Rahmen der Initiative mehrere Standards veröffentlicht:
- In den Web Content Accessibility Guidelines (WCAG) 1.0 und WCAG 2.0 werden sowohl Anforderungen an die Webseitenprogrammierung als auch an Inhaltsarchitekturen, Layout-Grundlagen und Technik-Verwendung gestellt.
- In den Authoring Tools Accessibility Guidelines (ATAG) werden Anforderungen an den Werkzeugen zur Website-Erstellung gestellt.
- In den User Agent Accessibility Guidelines (UAAG) werden Anforderungen an Browsern und Mediaplayern gestellt.
- WAI-ARIA ist eine Spezifikation für Metadaten und Mechanismen um Widgets und Webanwendungen für Nutzer assistiver Technologien nutzbar zu machen.

## WCAG
Die Richtlinien zur barrierefreien Seitengestaltung des W3C-WAI WCAG 1.0 galten als grundlegender Standard, auf dem viele weitergehende Richtlinien aufbauten, so zum Beispiel die Section 508 in den USA und die Barrierefreie-Informationstechnik-Verordnung (BITV) in Deutschland.
Der Europäische Rat hat 2000 in Feira im „Aktionsplan e-Europe 2002“ beschlossen, dass öffentliche Websites in Europa bis zum 1. Januar 2008 die WCAG-Kriterien erfüllen sollen.

### WCAG 1.0: Die wichtigsten Punkte
Zur Einhaltung des Standards WCAG 1.0 bedarf es insbesondere der folgenden vierzehn Punkte:
1. Stellen Sie äquivalente Alternativen für Audio- und visuellen Inhalt bereit.
2. Verlassen Sie sich nicht auf Farbe allein (beim Auszeichnen von Struktur/Semantik).
3. Verwenden Sie Markup und Stylesheets, und erledigen Sie dies auf korrekte Weise.
4. Verdeutlichen Sie die Verwendung natürlicher Sprache (verwenden Sie beispielsweise das HTML-lang Attribut für das gesamte Dokument und Teile in einer spezifischen Sprache).
5. Erstellen Sie Tabellen, die geschmeidig transformieren (verwenden Sie Tabellen für tabuläre Daten, aber nicht für das Layout allein. Verwenden Sie die entsprechenden Elemente wie thead und tbody für die Auszeichnung von Tabellenbereichen).
6. Sorgen Sie dafür, dass Seiten, die neue Techniken verwenden, geschmeidig transformieren (und damit auch auf älteren bzw. für Accessibility geeigneten Benutzeragenten lauffähig sind).
7. Sorgen Sie für eine Kontrolle des Benutzers über zeitgesteuerte Änderungen des Inhalts (indem beispielsweise eine Abschaltung oder eine Verzögerung erlaubt wird – gilt im Besonderen auch für den Ablauf der Benutzersitzung oder für den Refresh von Seiten).
8. Sorgen Sie für direkte Zugänglichkeit eingebetteter Benutzerschnittstellen (Applets/Skripts sollten über dieselbe Art und Weise wie die Browserschnittstelle selbst bedienbar sein).
9. Wählen Sie ein geräteunabhängiges Design (unabhängig vom Eingabegerät, sei es Tastatur, Maus, Sprache, Kopfstab).
10. Verwenden Sie Interim-Lösungen (bis die Standards in diesem Bereich von allen Eingabegeräten vollständig unterstützt werden).
11. Verwenden Sie W3C-Techniken und -Richtlinien.
12. Stellen Sie Informationen zum Kontext und zur Orientierung bereit.
13. Stellen Sie klare Navigationsmechanismen bereit.
14. Sorgen Sie dafür, dass Dokumente klar und einfach gehalten sind.

### WCAG 2.0
WCAG 2.0 wurde am 11. Dezember 2008 als W3C Recommendation veröffentlicht.
Während die WCAG 1.0 stark an HTML und CSS gebunden waren, und daher nach einigen Jahren nicht mehr dem Stand der Technik entsprachen, haben die WCAG 2.0 zum Ziel, unabhängig von bestimmten Technologien zu sein.
Die Richtlinien sind in 4 Prinzipien gruppiert:
- Wahrnehmbar (z. B. visuelle Inhalte brauchen eine Textalternative)
- Bedienbar (insbesondere Tastaturbedienung)
- Verständlich
- Robust (Kompatibilität)

Die WCAG-Arbeitsgruppe hat auch unterstützende Materialien zur Verfügung gestellt:
- Eine anpassbare Schnellreferenz: „Wie man WCAG 2.0 erfüllt“[9][10]
- WCAG 2.0 verstehen[11][12]
- Techniken für WCAG 2.0[13][14]